# Алтуна (Алабама)
Алтуна (англ. Altoona) — місто (англ. town) в США, в округах Етова і Блаунт штату Алабама. Населення — 948 осіб (2020).

## Географія
Алтуна розташована за координатами 34°2′21″ пн. ш. 86°18′20″ зх. д. / 34.03917° пн. ш. 86.30556° зх. д. (34.039218, -86.305671).  За даними Бюро перепису населення США в 2010 році місто мало площу 11,21 км², з яких 11,18 км² — суходіл та 0,03 км² — водойми.

## Демографія
Згідно з переписом 2010 року, у місті мешкали 933 особи в 367 домогосподарствах у складі 238 родин. Густота населення становила 83 особи/км².  Було 426 помешкань (38/км²).
Расовий склад населення:
| - 95,8 % — білих - 1,7 % — чорних або афроамериканців - 0,2 % — корінних американців - 0,2 % — азіатів |

До двох чи більше рас належало 1,8 %. Частка іспаномовних становила 1,1 % від усіх жителів.
За віковим діапазоном населення розподілялося таким чином: 23,8 % — особи молодші 18 років, 59,9 % — особи у віці 18—64 років, 16,3 % — особи у віці 65 років та старші. Медіана віку мешканця становила 38,7 року. На 100 осіб жіночої статі у місті припадало 84,4 чоловіків;  на 100 жінок у віці від 18 років та старших — 79,5 чоловіків також старших 18 років.
Середній дохід на одне домашнє господарство  становив 33 846 доларів США (медіана — 27 566), а середній дохід на одну сім'ю — 39 668 доларів (медіана — 34 044). За межею бідності перебувало 27,5 % осіб, у тому числі 46,0 % дітей у віці до 18 років та 18,0 % осіб у віці 65 років та старших.
Цивільне працевлаштоване населення становило 263 особи. Основні галузі зайнятості: освіта, охорона здоров'я та соціальна допомога — 20,9 %, роздрібна торгівля — 20,5 %, виробництво — 12,5 %, науковці, спеціалісти, менеджери — 6,5 %.